# 咲乃もこ
咲乃もこ（さきのもこ）は、YouTubeで活動する日本のバーチャルYouTuberである。主に麻雀、FPSゲーム等の実況プレイを行う。
2019年10月17日、バトルロイヤルゲーム『PUBG』公式からリードパートナーに任命された。
麻雀ゲーム『雀魂』の最高ランクである魂天。プロ雀士などが参加した第一回神域Streamerリーグにて最高スコア賞を獲得した。

## 略歴
- 2019年7月7日ゲームセンター店員としてデビュー。
- 2021年12月5日、私服衣装発表。
- 2021年7月15日、一般社団法人学生麻雀連盟の公式応援VTuber就任[5]。
- 2022年9月18日、中華服衣装発表。
- 2022年9月12日、神域Streamerリーグにて最高スコア賞を獲得[6]。
- 2024年2月24日、歌衣メイカ主催の雷漢戦にて優勝、第3代雷漢位を獲得[7]。
- 2024年3月15日、部屋着衣装発表(併せて、中華服衣装に関しても新規髪型差分追加)。
- 2024年9月10日、神域リーグ2024にてチームアキレスで優勝[8]。
- 2025年2月24日、歌衣メイカ主催の雷漢戦グランドチャンピオンシップにて優勝、真・雷漢位を獲得[9]。
- 2025年4月24日、 雀魂感謝杯6thにおいて雀魂公認プレイヤーの称号を獲得。

## 著作・出演
著
- 漫画雑誌『近代麻雀』Webサイト「キンマweb」のコラムを2021年2月10日までに15回掲載した[10]。

司会（MC）、実況・解説
- 学生麻雀連盟が主催する雀魂杯オンライン学生麻雀カーニバル 2022のMCを務めた[11]。
- 競技麻雀プロ団体RMUの公式タイトル戦である第1期闘魂杯のMCを務める[12]。
- 雀魂 夏の企業対抗戦 2023[13]、および企業対抗戦2024秋のMC・実況を務めた[14]。
- 学生麻雀連盟が主催する雀魂杯学生麻雀選手権（前述のオンライン学生麻雀カーニバルのリニューアル）のMCを2023年から務める[15]。

## 交友
- 多井隆晴 - プロ雀士。魂天に上がるための指導を行った。神域Streamerリーグ（2022年開催）および神域リーグ2024にて、多井が監督を務める「チームアキレス」に参加[16][2][17]。
- 村上淳 - プロ雀士。神域リーグ2023にて、村上が監督を務める「チームアトラス」に参加[18]。
- 綱川隆晃 - プロ雀士。雀魂杯学生麻雀選手権の解説などで共演する機会が多い[19]。
- どせい - デザイナー。青森りんこ、にゅーいを担当しており、姉妹同士でコラボも行われる[20]。
- 朝陽にいな、空星きらめ（にじさんじ）、柚原いづみ（ななしいんく） - いずれもバーチャルYouTuber。2024年3月24日よりユニット「よんあんこ」を結成しコラボ配信を行っている[21]。特に朝陽とは「サンフラワー」コンビとして以前から仲が良かった[22]。